# Andreas Reinke
Andreas Reinke, född 10 januari 1969, är en tysk tidigare fotbollsspelare som spelade som målvakt.